# کنتور سینکا (جاوجا)
کنتور سینکا (به اسپانیایی: Kuntur Sinqa) یک کوه در پرو است که در Peru, Junín Region واقع شده‌است. کنتور سینکا ۴٬۰۰۰ متر بالاتر از سطح دریا واقع شده‌است.